# Xiphocolaptes
Xiphocolaptes là một chi chim trong họ Furnariidae.